# Ultraviolet (película de 2006)
Ultravioleta es una película estadounidense de 2006 de acción y ciencia ficción, dirigida y escrita por Kurt Wimmer y protagonizada por Milla Jovovich, Cameron Bright, Nick Chinlund y William Fichtner.

## Sinopsis
Ultravioleta tiene lugar en el año 2078, tras una epidemia mundial llamada hemoglofagia, causada por el VHG (virus hemoglófago), que provoca síntomas similares al vampirísmo, como la presencia de colmillos alargados y una fuerza sobrehumana. A los afectados por esta enfermedad se les trata como marginados, y son llamados hemoglófagos o vampiros. A medida que hay más contagiados, el gobierno decide matarlos con el fin de contener el virus, pero una mujer, Violet Song Jat Shariff, trata de defender a la nueva raza humana antes de que acaben con ella.

## Reparto
| Actor/Actriz      | Rol                                                              |
| ----------------- | ---------------------------------------------------------------- |
| Milla Jovovich    | Violet Song Jat Shariff                                          |
| Cameron Bright    | Six                                                              |
| Nick Chinlund     | Ferdinand Daxus                                                  |
| William Fichtner  | Garth                                                            |
| Sebastien Andrieu | Nerva                                                            |
| Ida Martin        | Joven Violet                                                     |
| Ricardo Mamood    | Esposo de Violet (Shariff)                                       |
| Jennifer Caputo   | Elizabeth P. Watkins                                             |
| Katarina Jancula  | Nueva esposa del comisario (no aparece en la versión de 88 min.) |
| Duc Luu           | Kar Waia                                                         |
| Ryan Martin       | Detective Breeder                                                |
| Digger Mesch      | Detective Endera                                                 |